# 特拉泰格
特拉泰格，是西班牙巴伦西亚自治区巴伦西亚省的一个市镇。总面积6平方公里，总人口225人（2001年），人口密度38人/平方公里。